# Iwona Hickiewicz
Iwona Hickiewicz – polska prawniczka, inspektor pracy i urzędniczka państwowa, od 2012 do 2016 Główna Inspektor Pracy.

## Życiorys
Absolwentka Wydziału Prawa i Administracji Uniwersytetu Warszawskiego (1993). Od ukończenia studiów zawodowo związana z Państwową Inspekcją Pracy. W 1993 zatrudniona w Departamencie Prawnym Głównego Inspektoratu Pracy na stanowisku referentki prawnej. W grudniu 1994, po ukończeniu aplikacji inspektorskiej i złożeniu egzaminu państwowego, została inspektor pracy.
W latach 1997–2002 wicedyrektorka, a następnie, od 2002 dyrektorka Departamentu Prawnego w Głównym Inspektoracie Pracy. Od 1 czerwca 2006 pełniła funkcję zastępczyni głównego inspektora pracy ds. organizacji, nadzorując pracę Departamentów: Budżetu i Finansów, Organizacyjnego, Sekcji Spraw Osobowych oraz Ośrodka Szkolenia Państwowej Inspekcji Pracy im. prof. Jana Rosnera we Wrocławiu. Pełniła funkcję przewodniczącej Komisji Prawnej Głównego Inspektora Pracy i wiceprzewodniczącej komisji egzaminacyjnej nadającej uprawnienia inspektora pracy. Była członkinią Komisji ds. Reformy Prawa Pracy oraz Komisji ds. Układów Zbiorowych Pracy, działających przy Ministrze Pracy i Polityki Społecznej. 16 lipca 2012 powołana przez Marszałek Sejmu RP na stanowisko głównego inspektora pracy. Funkcję pełniła do 3 lutego 2016.
Należy do Polskiego Towarzystwa Legislacji oraz Międzynarodowego Stowarzyszenia Prawa Pracy. Odnotowywana w rankingu „50 najbardziej wpływowych prawników” Dziennika Gazety Prawnej w 2015 (27. miejsce) i 2014 (35. miejsce).
Mężatka, ma syna.